# 奧斯汀 (密西西比州)
奧斯汀（英語：Austin）是位於美國密西西比州蒂尼卡縣的普查規定居民點。

## 歷史
奧斯汀的郵局於1850年設立，其後於1915年停運。

## 人口
根據2020年美國人口普查的數據，奧斯汀的面積為0.26平方千米，皆為陸地。當地共有人口51人，而人口密度為每平方千米196.15人。